# Solimán López
Solimán López (né en 1981 à Burgos, Espagne) est un artiste conceptuel contemporain et historien d'art spécialisé dans l'art numérique et les nouvelles technologies,,,.
Il fonde le Harddiskmuseum en 2015, un musée d'art contemporain dans un disque-dur qui archive plus de 100 œuvres d'art numérique internationales dont celles de John Sanborn, Enrique Radigales , María Cañas, Jonathan Monaghan, Claudia Hart, Pia_Myrvold.
Solimán López produit son travail dans le département « Innovation et développement » qu'il dirige au sein de la Escuela Superior de Arte y Tecnología (ESAT) à Valence en Espagne et son studio UAS à Paris.
Artiste engagé, il détourne les outils et les techniques numériques créés à des fins économiques ou politiques autoritaires pour créer des formes physiques ou virtuelles faisant naître une société composite complètement transparente ; Les processus de production sont visibles et se confondent parfois à l'œuvre.
De plus, son métissage espagnol et sud-américain insuffle à son travail une réappropriation du concept de « colonisation ». En prenant part à l'innovation, l'artiste fait partie des acteurs qui fondent des nouveaux territoires numériques. Il propose, grâce aux nouveaux médias, des mondes sans frontières, sans discrimination; son travail questionne l'universalité, l'intimité publique, la réunification ou encore la neutralité et les croyances.
Le travail de Solimán a été montré dans de nombreux musées, galeries, festivals, talk-shows, dont voici les plus notables : 
- 2019 - "Skining" - Exposition individuelle, CEART, Madrid, Espagne[6].

- 2019 - "Isea 2019" - Exposition collective, The 25th International Symposium on Electronic Art (ISEA), Gwangju, South Korea.
- 2019 - "Faces" - Exposition collective, Musée ES Baluard, Majorque, Espagne[7].

- 2018 - "Key axis" - Exposition individuelle, Centro de Arte Caja de Burgos CAB, Burgos, Espagne[8],[9].

- 2017 - 2018 - "Open code" - Exposition collective, ZKM | Center for Art and Media, Karlsruhe, Allemagne[10].
- 2016 - 2017 - "File genesis" - Exposition individuelle, Centre Del Carme - Cultura Contemporánea, Valence, Espagne[11].

## Parcours personnel
En habitant dans de nombreuses villes dès son enfance, le parcours artistique de Solimán s'établit d'abord avec un rapport particulier entre le temps, les distances et l'espace. L'Amérique latine, l'Espagne, la Bolivie ou Johannesburg font que dès son plus jeune âge, il développe envie et besoin de rester connecté avec ces multiples lieux, cultures et périodes de sa vie. Les réseaux sociaux deviennent plus qu'un simple outil de communication, pour Solimán, cet espace qui le relie aux autres est un monde à construire, un terrain où ses amis et lui-même peuvent continuer à grandir ensemble.
Après ses études à la faculté de philosophie et de lettres de Cordoue (Espagne) où il a obtenu un master en histoire de l'art, Solimán met en place, avec une équipe locale, le projet Espacio A Rojo,, un atelier ouvert de création et d'exposition contemporaine et sociale. Après cette expérience qui a pris fin en 2015, Solimán s''installe à Valence où il collabore avec l'Escuela Superior de Arte y Tecnología, ESAT dans laquelle il fonde le laboratoire d'innovation et de développement, ESAT LAB, où ont été produites ses pièces comme le Harddiskmuseum, Repsat, Celeste ou Langpath, entre autres.
Son travail de chercheur en nouveaux médias a été partagé dans plusieurs universités telles que Paris College of Art à Paris, France, la Fundacion Telefonica à Madrid, Espagne, l’UFSM au Brésil, l’Université Carlos III à Madrid, le Google Campus à Madrid, l’UPV à Valence, la Fondation Bancaja, l’Injuve, TEDx Valladolid, l’ Université de Cuenca, l’Université nationale de Cordoba, Argentine, MediaLab Prado à Madrid, le Technarte Bilbao, entre autres.
En 2018, l'artiste s'installe à Paris où il vit et produit ses pièces avec son studio de production UAS (Updated Art Studio) ainsi qu'avec l' ESAT Lab.
Parmi ses projets les plus récents figure le développement du D.A.I, un document d’identité construit par une intelligence artificielle et Tech-Lag, un essai sur les mutations anticipées générées par les nouvelles technologies.

## Productions et projets artistiques majeurs
Solimán López produit des pièces polymorphes relatives au monde social qui interagit avec la technologie. Il utilise principalement les nouveaux médias et l'innovation comme matières premières.

### Harddiskmuseum[5],[20],[17]
Conçu comme un hommage aux fichiers digitaux qui sont l'essence des nouveaux médias, le Harddiskmuseum de Solimán questionne l'architecture comme synonyme de culture. Représenté dans un disque dur de 2 TéraByte Western Digital Black Caviar, l'univers muséal uniquement consacré aux arts numériques prend forme en 2015 à l'ESAT, Escuela Superior de Arte y Tecnología de Valence. Il tente de tracer une ligne confuse entre la figure de l'artiste, le musée, les budgets de la culture, une société de la connaissance, la mémoire, le star-système de l'art et de combiner de nouveaux modèles d'exposition, coopératifs, créatifs et générateurs d'idées et de réflexion.
Le musée a été exposé pour la première fois à la galerie Punto de Valencia dans l'exposition collective ANTS  avec Hugo Martinez-Tormo, bosch & simons, Antonio Orts, Rafael Lozano Hemmer et Enrique Radigales.
Le Harddiskmuseum est exposé lors de live-sessions comme dans Arts Santa Monica à Barcelone (commissariat Roberta Bosco) immatriculant ses différentes variantes allant de la performance à la réalité virtuelle jusqu'à sa 10e édition. Cette dernière présente une nouvelle interface 3D que l'on peut visiter on-line et dont l'inauguration a eu lieu à l'EP7, en 2019 à Paris. Ce musée intangible est aussi la thématique de l'exposé de Solimán pour TEDx Valladolid en 2015 qui mêle réflexion sur l'archivage et performance artistique.

### GRID[25],[26]
L'œuvre GRID est une installation immersive visuelle et sonore auto-générative qui construit une symphonie audiovisuelle en temps réel grâce au signal WIFI des appareils mobiles situés à proximité. La pièce investigue le concept de l'omniprésence des fréquences, l'usurpation des données personnelles et la réification.
L'installation immersive a été dévoilée pour la première fois Place de la Bourse à Paris, lors de la nuit blanche en 2019 pour ensuite s'installer au Musée Gerano Perez, à Cordoba en Argentine ainsi qu'au Centre culturel Parque de Espana à Rosario en Argentine lors d'un solo-show monumental "Presencia" où Solimán y présente deux installation immersive : GRID et High Meshes.

### High Meshes[28],[29],[30]
High Meshes est la création d'une micro communauté de personnes réelles scannées en 3D par photogrammétrie. Ces informations constituent une base de données qui alimente un logiciel d'intelligence artificielle. Celui-ci rassemble les corps en fonction de leurs informations purement numériques sans tenir compte des questions raciales, sexuelles, religieuses, politiques ou culturelles.
Il y a deux étapes de production d'High Meshes. La première est une installation monumentale qui a pour but de photogrammetrer nus, les sujets volontaires. Une démarche qui parle d'intimité collective et de naissance numérique. L'installation est un cocon aux couleurs organiques qui invite le spectateur à enregistrer les reliefs de son corps. En assemblant ces individus dont les altérités prennent ici un sens trigonométrique, Solimán López vient, dans un deuxième temps, composer de nouvelles formes grâce à l'AI, démontrant la possibilité d'un monde sans discrimination.
Les nouvelles communautés utopiques de l'artiste composées de plus de 150.000.000 polygones sont exposées sous plusieurs angles, ces nouveaux volumes géométriques dénués de toute âme questionnent sur l'exhibition des nouvelles créatures dans l'histoire. Le déplacement physique autour et dans la matière introduit le spectateur tantôt comme voyeur tantôt comme témoin ou encore parfois prenant le rôle du savant fou dans son laboratoire virtuel. La pièce High Meshes propose une immersion poétique en Réalité Virtuelle, en 3D, impressions, réalité augmentée ou installations immersives.
Cette œuvre a été exposée au CCCC - Centre Culturel d'art Contemporain del Carme à Valencia en Espagne, au festival Barcú, à Bogotá en Colombie et par la Ellia Art Gallery à Paris, France.

### Celeste[33],[34],[35],[36]
Solimán Lopez rassemble les ciels de différentes villes à travers le monde et affiche la variations colorimétriques de ces unions.
Grâce à une balise équipée, matériel nécessaire pour capturer l'image du ciel en temps réel, le système extrait les couleurs obtenues et les combine dans une interface numérique qui peut être visitée sur celeste.solimanlopez.com . Pendant la nuit, dans n'importe lequel des lieux, le système se met en mode "veille", accédant à une base de données d'images de ciels idéaux mélangés à des altérations de couleurs.
Celeste est installée dans plusieurs centres d'arts contemporains tels Véles e Vents à Valencia, Espagne, La Lonja Alicante,, Espagne, le Scan Room à Londres, Royaume-Uni, ainsi que Mi Gallery à Paris.
Le projet est, en Mars 2020, l'"icône" du festival de cinéma espagnol à Bogota, Colombie,VIII Muestra de Cine Español (MCE) où l'œuvre unit désormais les ciels de Madrid à plusieurs villes de Colombie. Les balises étant placées à la Casa America de Madrid, ainsi qu'à El Planetario à Bogotá, au musée La Tertulia à Cali et à el Parque Explora à Medellín. Le festival, pour cause de l'épidémie internationale du Covid-19, est reporté, mais l'œuvre est quand même installée et exposée sur le web.

### Files Genenis[40],[41]
Files Genesis est une série de sculptures en marbre abritant des cartes mémoires dans lesquelles sont "cachées" des images 3D. La data comme matériau intangible crée une dimension vivante à la pierre massive. Pour chacune de leurs expositions, Solimán López révèle différemment leurs contenus. Pour l'exposition éponyme, l'artiste a généré un logiciel permettant de croiser les informations des 8 sculptures, donnant naissance à de nouveaux contenus contrastant davantage avec l'aspect tombal des glyptiques.
L'installation auto-générative a été exposée dans le centre d'art contemporain Del Carme, de Valencia, Espagne, à Etopia, centre d'art et technologie, Saragossa,, Espagne, à la Biennale Némo, Variation Art Fair curateur Dominique Moulon à la Cité Internationale des Arts, Paris, France et à la Galerie MI lors du solo-show "The Recollector", curateur Carlos Sánchez Bautista Paris, France.

### Bioma[46],[7],[47]
Bioma est une sculpture intelligente qui génère des images d'identité en temps réel. En se plaçant devant son "œil", la machine vient récupérer les entrées colorimétriques et sonores du spectateur et en créé une interprétation abstraite créant une identité absolument originale et actualisée pouvant être directement uploadée sur un réseau social. Comme prêt à emploi, le code unique imprimé sur le ticket de caisse qui sort du ventre de la sculpture vient opposer le concept d'authenticité lié à l'œuvre d'art et sur-production des identités multiples (selfies, photos de profils...) uploadées sur la toile. Le résultat graphique est obtenu grâce à une intelligence artificielle, le mode random est à Bioma ce que la subjectivité est à l'humain, questionnant ainsi le rapport entre l'outil photographique, le logiciel et la définition de leurs frontières.
Bioma a été exposée à Mi Gallery lors du solo-show "The Recollector" à Paris, France, au Musée Es Baluard,, Majorca, Espagne, à Cigarreras, Alicante, Espagne et au Digital Media Design Education International Forum à Shanghai en Chine.

### The runner[49]
La pièce The runner est un processus. Des avatars courent dans un espace infini. Métaphore de l'énergie invisible, l'interface donne vie à des chiffres qui augmentent symbolisant la croissance que génère cette activité. Le spectateur peut interagir et modifier la croissance en jouant le jeu de ces écorchés numérique en mouvement.
The runner a été exposé à Madrid à CEART Fuenlabrada  lors de son solo-show "Skinning" et à Palacio la Prensa, en Espagne, en Colombie pour le festival Barcú à Bogotá, et à Port Authority à New York,États-Unis d'Amérique.

### Langpath[54],[55]
Langpath est une sculpture cinétique qui représente l'énergie nécessaire au transfert des fichiers. C'est une balance numérique ; le mouvement des lames de la sculpture physique est alimenté par les transferts des données BVH (fichiers hiérarchiques de biovision) en temps réel. La migration d'une donnée d'un serveur dédié placé dans l'hémisphère nord-ouest à un autre dans le sud-ouest engendre la trajectoire d'un autre fichier situé dans un serveur sud-est vers un serveur nord-est. Ce va-et-vient est un transfert de flux équilibré dans un oscillation infinie. La force nécessaire pour faire bouger les écrans de cette sculpture en acier met en exergue l'énergie indispensable pour générer ces migrations de données et assigne le poids du byte à la lourdeur du système analogique dont il est dépendant.
La pièce a été exposée à la biennale d'Art Digital  à l'Espacio OI Futuro, Río de Janeiro au Brésil ainsi qu'au Museu de Arte de Pampulha, Belo Horizonte au Brésil également.

### Bounding box[48]
En collaboration avec Fito Segrera, Bounding box est une installation créée avec des données de capture de mouvement, des logiciels et du matériel personnalisés dont le but est de transmettre un sentiment de présence humaine, un corps numérisé qui se rematérialise sous forme de son analogique.
Lorsqu'un squelette virtuel franchit les limites de sa boîte de délimitation virtuelle, la boîte de bois physique réagit dans la même zone où se produit une collision numérique. Cette réaction mécanique est due à plusieurs actionneurs (solénoïdes) installés à l'intérieur de la boîte. Ces systèmes évoquent une sorte de télé-présence dans l'espace, brouillant les frontières entre les environnements virtuels et physiques. En outre, une projection avec des données visuelles en temps réel obtenues à partir des joints numériques du squelette, met en évidence l'endroit et le moment où la boîte de délimitation est coupée par la présence numérique.
Exposé au Chronus Art Center, Shanghai en Chine.

## Expositions

### Personnelles
- 2020 - Celeste V2 - Madrid / Colombia.

- 2019 - Look At. Barcú, Bogotá. Colombia.
- 2019 - Skinning. CEART, Fuenlabrada. Madrid. Spain[58],[6].
- 2019 - High Meshes. CCCC. Valencia. Spain.
- 2019 - The Runner. Callao. Madrid. Spain.
- 2019 - The Runner V.2. Port Authority. New York. EE.UU
- 2018 - Subsurface. EP7 Paris. France.
- 2018 - Bounding Box. Chronus Art Center, Shanghai, China[48].
- 2018 - Waterfly Effect. CAB, Burgos. Spain.
- 2018 - Key Axis. CAB, Burgos. Spain[59].
- 2018 - Waterfly Effect. Espacio Lab. Rosario, Argentina.
- 2017 - CELESTE, SCAN ROOM London. UK.
- 2017 - Bridges to Steganos. Internet Moon Gallery. Netart.
- 2017 - File Genesis. Etopia Art for Art and Technology. Zaragoza[60].
- 2017 - CELESTE. Veles e Vents. Valencia.
- 2017 - The ReCollector. Mi* Galerie. Paris.
- 2017 - CELESTE. Point Ephémère. Paris.
- 2017 - File Genesis. Centre del Carmen. Valencia.
- 2017 - Harddiskmuseum. Arts Santa Monica. Barcelona[61].
- 2016 - File Genesis. Centre del Carmen. Valencia[62],[15].
- 2016 - Harddiskmuseum Live Session V.06. MAC Museo de Arte Contemporáneo, Bahía Blanca, Argentina.
- 2016 - Harddiskmuseum Live Session V.05. Museo de BBAA Palacio Evita Ferreyra, Córdoba, Argentina.
- 2016 - Harddiskmuseum Live Session V.04. Museo de BBAA y Artistas Contemporáneos Timoteo Navarro, Tucumán, Argentina.

- 2016 - Gutenberg Discontinuity. UNESP. Campus Assis. Brazil.
- 2016 - Harddiskmuseum. Live Session V.03. Desing+ Art, Science and Technology. UFSM. Santa María. Brazil.
- 2016 - Harddiskmuseum Live Session V.02. Technarte, Bilbao.
- 2016 - More than 404. Online art action.
- 2016 - Harddiskmuseum Live Session V.01. Las Naves Centro de Creación Contemporánea.
- 2016 - Tecnometrías. IVAM (Instituto Valenciano de Arte Moderno)[63],[64].
- 2014 - Gutenberg Discontinuity avec Ruben Tortosa, Nilo Casares et Miguel Martinez. Festival Intramurs. Centro Museo del Carmen. Valencia.
- 2014 - Gutenberg Discontinuity avec Ruben Tortosa, Nilo Casares et Miguel Martinez. Festival Z Jornadas de A C. Espacio urbano. Córdoba.
- 2014 - Gutenberg Discontinuity avec Ruben Tortosa, Nilo Casares et Miguel Martinez. Summa Art Fair. Matadero Madrid.
- 2014 - Tecnometrías. CAC Málaga.
- 2013 - SPAM. ARTSPACE BASEL SWITZERLAND.
- 2013 - Gutenberg Discontinuity. Festival Estoquees. Facultad BBAA Granada.
- 2013 - Gutenberg Discontinuity. Sala Orive. Córdoba.
- 2013 - Re-Set. Mercouri Estate Residency. Greece Create an Accident project.
- 2012 - Link to. Atocha. Madrid.
- 2012 -“Wannabe”. Laboratorio de artes de Valladolid. LAVA.
- 2012 -“Follow Us”. Madatac04. Centro de Cultura y Ciudadanía Cibeles, Madrid.
- 2011 -“Balas”, Noche Blanca del Flamenco. Bulevar Gran Capitán. Córdoba.
- 2011 - “Plenty”, Estación Central de Renfe. Córdoba.
- 2011 - “Time moves threads”, Bullit de Blau Gallery. Ibiza.
- 2011 - “Diversiones, “video juegos”.Biblioteca Central. Córdoba.
- 2010 - Nothing to say. Festival Óptica. Filmoteca Andalucía. Córdoba.
- 2009 - Worldwide Cube. Eutopía Festival.

### Collectives
- 2020 - Urvanity art fair. Madrid[65],[66].

- 2020 - Virtual Archipielago. Re-act. Online.
- 2019 - Nuit Blanche. Place de la Bourse. Paris. France[25]

- 2019 - FACES, Es Baluard. Mallorca. Spain[67].

- 2019 - Primitivo, Casa Hoffmann. Bogotá. Colombia.

- 2019 - ISEA2019. Gwangju. South Korea.

- 2018 - FAD Bienal de Arte Digital. Rio de Janeiro and Belo Horizonte (Brazil).

- 2018 - Open Codes, ZKM. Karlsruhe (Germany)[68]

- 2018 - Wrong Biennial.
- 2018 - Todo lo que ves es arte. La Lonja d’Alicante(Spain)[69]

- 2017 - Intervalo. Cigarreras. Alicante (Spain)[70]

- 2017 - Vartiations Media Art Fair. Paris (France)

- 2017 - Open Codes, ZKM. Karlsruhe (Germany)

- 2017 - Les Horribles Cernetes. Festival Zedre. Centro el Carmen de Cultura Contemporánea.

- 2017 - Harddiskmuseum. Foro ARCO´17. Madrid.

- 2016 - Proyector International Videoart Festival. Espacio Nadie Nunca Nada No.

- 2016 - Technarte Bilbao. Harddiskmuseum.

- 2016 - UPHO Festival. Málaga.

- 2016 - JustTech en JustMad7. Artista invitado. Galería Punto.

- 2016 - El barco de Teseo. Universidad de León. España[16].

- 2016 - El barco de Teseo. CCE Nicaragua.

- 2016 - El barco de Teseo. CCE El Salvador.

- 2016 - El barco de Teseo. CCE Mexico.
- 2015 - El barco de Teseo. Sala Amadis. Madrid.
- 2015 - ANT. Arte y Naturalezas Tecnológicas. Galería Punto. Valencia.
- 2015 - Festival MIA. Chicago and Pasadena.
- 2015 - Sustratos. IVAM. (Instituto Valenciano de Arte Moderno).
- 2014 - EspacioEnter. Tenerife.
- 2014 - Au pie de la montagne. Flores do Cabo Gallery. Sintra. Portugal.
- 2014 - Iberart. Museo ABC. Madrid.
- 2014 - Iberart. Palacio de Exposiciones de Castilla y León.
- 2014 - Summa Art Fair. Punto Gallery Valencia.
- 2013 - Festival Videoarte Camagüey (Cuba)
- 2013 - Iberart. Museo del Grabado Fuendetodos. Zaragoza.
- 2012 - Bienal arte Emergente “El legado cinético” MAC Venezuela. Museo de Arte Contemporáneo de Caracas.
- 2012 - Videolooking, Hospitalet. Barcelona. “Charco”, Buenos Aires Oculto. Buenos Aires.
- 2011 - “Carpets”, Space 16 Asas. Córdoba. Madatac, Matadero (Madrid).
- 2011 - Horizontal/Vertical. ICAS. Sevilla.

- 2010 - “Laguna Awards”. Valladolid.

- 2010 - Rei en Jaume Awards. Mallorca.

- 2010 - Festival BAC ́10. Galería Zero. Barcelona. Óptica Festival. Córdoba.
- 2008 - Futura. Festival Periferias. Huesca. ArtTechMedia. Córdoba